# Saara (Greiz)
Saara è un comune di 583 abitanti della Turingia, in Germania.
Appartiene al circondario di Greiz ed è amministrato dalla comunità amministrativa di Münchenbernsdorf.